# Stefano Checchin
Stefano Checchin (Camposampiero, Vèneto, 14 de gener de 1967) va ser un ciclista italià, que fou professional entre 1993 i 1998.

## Palmarès
- 1988
  - 1r al Gran Premi de la Indústria i el Comerç de San Vendemiano
- 1990
  - 1r a La Popolarissima
- 1992
  - 1r a l'Astico-Brenta
- 1993
  - 1r al Giro del Casentino
  - 1r al Trofeu Gianfranco Bianchin

### Resultats al Giro d'Itàlia
- 1994. 76è de la classificació general
- 1996. 41è de la classificació general